# Zwartrugtamarin
De zwartrugtamarin (Leontocebus nigricollis)  is een zoogdier uit de familie van de klauwaapjes (Callitrichidae). De wetenschappelijke naam van de soort werd voor het eerst geldig gepubliceerd door Johann Baptist von Spix in 1823.

## Taxonomie
De soort heeft de volgende drie ondersoorten:
- Leontocebus nigricollis nigricollis (Spix, 1823)
- Leontocebus nigricollis graellsi (Jiménez de la Espada, 1870) (Rio Napotamarin)
- Leontocebus nigricollis hernandezi Hershkovitz, 1982

## Voorkomen
De soort komt voor in het westen van het Amazonegebied in de grensstreek tussen Brazilië, Colombia, Peru en Ecuador.

## Proefdier
Van 1961 tot 1963 werden ongeveer 500 Tamarinus nigricollis in de Amazonejungle gevangen en overgevlogen naar het Oak Ridge Institute of Nuclear Studies in Oak Ridge (Tennessee), waar ze als proefdieren werden gebruikt voor stralings- en immunologiestudies. In de ingewanden van elf van deze aapjes werd een parasitaire zuigworm  uit het geslacht Neodiplostomum Railliet ontdekt. Georges Dubois gaf er de wetenschappelijke naam Neodiplostomum (Neodiplostomum) tamarini aan. Het was de eerste maal dat bij primaten een Neodiplostomum-infectie werd vastgesteld.